# Leslie Laing
Pour les articles homonymes, voir Laing.
Leslie Alphonso Laing (né le 19 février 1925 à Linstead, dans la Paroisse Sainte-Catherine et mort le 7 février 2021) est un athlète jamaïcain spécialiste du sprint.

## Carrière
Il est sélectionné dans l'équipe de Jamaïque lors des Jeux olympiques de 1948 à Londres. Éliminé dès les séries du 100 m, il se classe sixième de la finale du 200 m avec le temps de 21 s 8. Quatre ans plus tard, lors des Jeux olympiques de 1952 d'Helsinki, Leslie Laing remporte la médaille d'or du relais 4 × 400 m aux côtés de Arthur Wint, Herb McKenley et George Rhoden. L'équipe de Jamaïque établit un nouveau record de la discipline en 3 min 03 s 9 et devance finalement les États-Unis et l'Allemagne.
Ses records personnels sont de 10 s 66 sur 100 m (1954), 21 s 2 sur 200 m (1954) et de 47 s 5 sur 440 yards (1952).

## Palmarès
| Date | Compétition     | Lieu     | Place | Discipline |
| ---- | --------------- | -------- | ----- | ---------- |
| 1948 | Jeux olympiques | Londres  | 6e    | 200 m      |
| 1952 | Jeux olympiques | Helsinki | 1er   | 4 × 400 m  |